# Jasaan
Jasaan (Bayan ng Jasaan) är en kommun i Filippinerna. Kommunen ligger på ön Mindanao, och tillhör provinsen Misamis Oriental. Folkmängden uppgår till 39 969 invånare.
Jasaan är indelat i 15 barangayer.